# フランシスコ・デ・ゴヤ
フランシスコ・ホセ・デ・ゴヤ・イ・ルシエンテス（スペイン語: Francisco José de Goya y Lucientes, 1746年3月30日 - 1828年4月16日）は、スペインの画家。ディエゴ・ベラスケス同様、宮廷画家として重きをなし、スペイン最大の画家と謳われる。西洋ではゴヤは最後のオールド・マスターと呼ばれている。

## 生涯

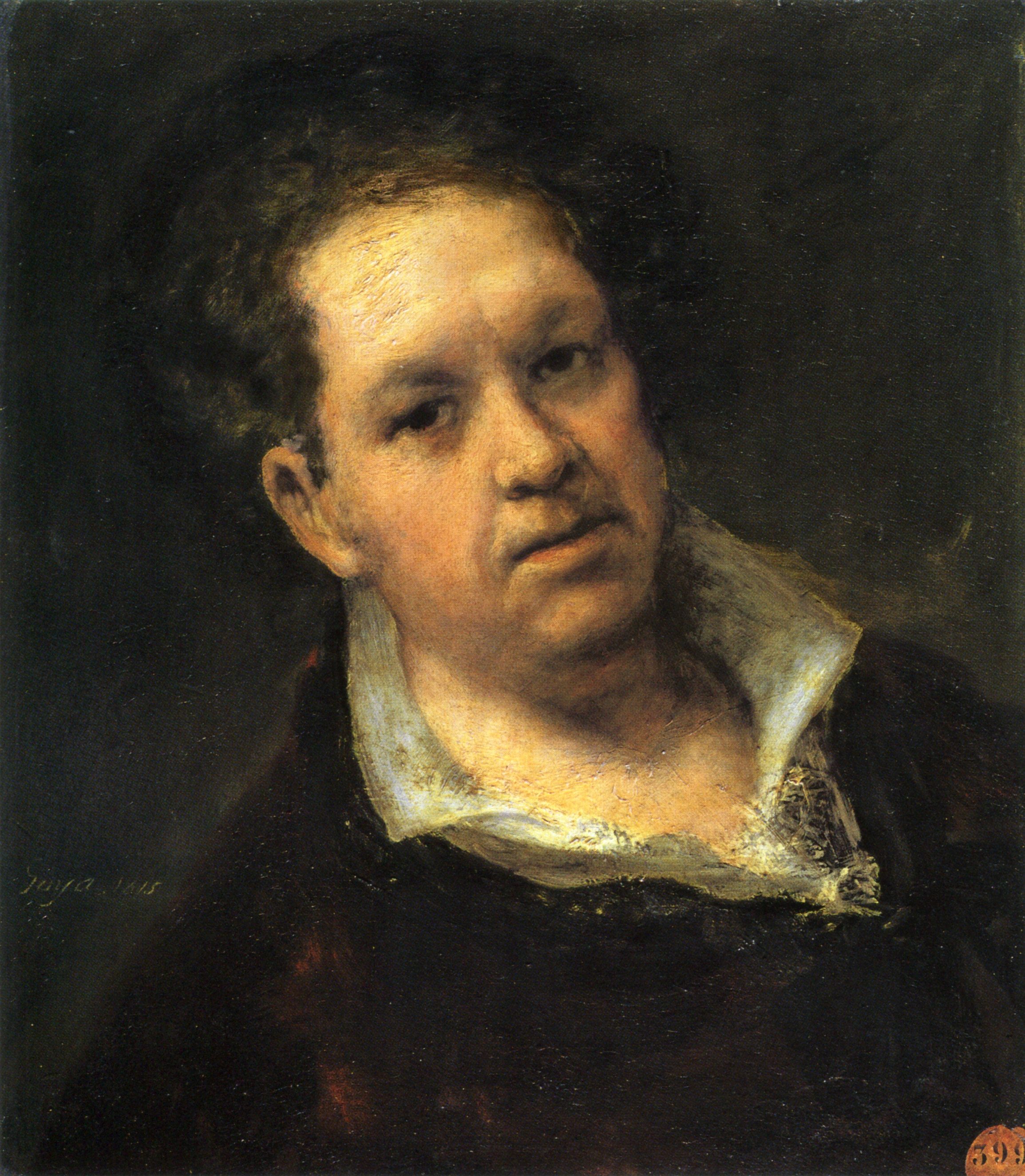
自画像（1815年）

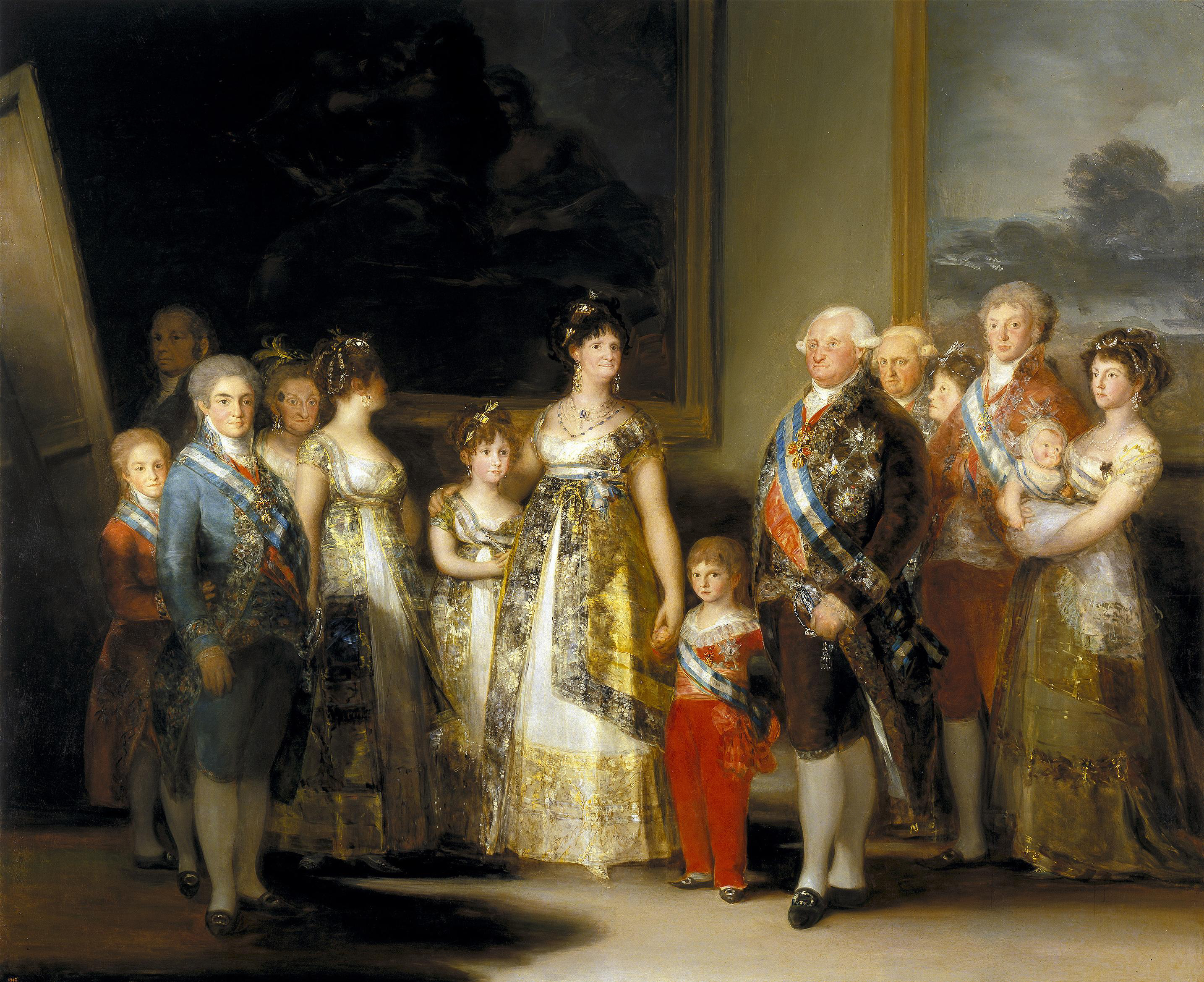
『カルロス4世の家族』（1800-1801年、プラド美術館所属）

『1808年5月3日、マドリード』（1814年、プラド美術館所属）

1746年3月30日、スペイン北東部サラゴサ近郊のフエンデトードスで鍍金師の次男として生まれた。
14歳の時から画家ホセ・ルサン・イ・マルティネスに師事して絵画の修行をする。この間、後に義兄となる兄弟子フランシスコ・バイユー、その弟ラモーン・バイユーに出会う。1764年と1766年の2回、サン・フェルナンド王立アカデミーの奨学生試験に応募したが落選している。
19歳のときにマドリードに移った後、自腹で教皇領のローマを目指したが、後援者が見つからず、ローマに着いたときには健康が悪化したうえ破産に近い状態だった。イタリア滞在中にルネサンスの傑作に出会い、フレスコ画の技法を学んだ。パレルモ・アカデミーから奨励賞を受け、1771年に帰国した。1772年にサラゴザのピラール聖母教会から大聖堂の天井装飾の注文も受け、そのほかのことも任された。1773年にバイユーの妹ホセーファ・バイユー（1812年6月没）と結婚した。その後、バイユーの手引きでマドリードへ出て、1775年までに1子が生まれている。
1775年から1792年まで、王立タペストリー工場でタペストリーの下絵描きの仕事に携わる。
1786年、40歳で国王カルロス3世付き画家となり、1789年4月には新王カルロス4世の宮廷画家となる。
このように、40歳代にさしかかって、ようやくスペイン最高の画家としての地位を得たが、1792年、不治の病に侵され聴力を失う。代表作として知られる『カルロス4世の家族』、『着衣のマハ』、『裸のマハ』、『1808年5月3日、マドリード』、『巨人』などはいずれも聴力を失って以後の後半生に描かれたものである。
1807年、ナポレオン率いるフランス軍がスペインへ侵攻し、翌1808年7月にはナポレオンの兄ジョゼフをホセ1世としてスペイン王位につけた。事実上、ナポレオン軍の支配下に置かれたスペインは、1808年から1814年にかけてスペイン独立戦争のさなかにあった。
こうした動乱の時期に描かれたのが『1808年5月3日、マドリード』（1814年）、『巨人』などの作品群である。1810年には版画集『戦争の惨禍』に着手し、1820年に完成した。1815年、すでに69歳に達していたゴヤは、40歳以上も年下のレオカディア・ワイスというドイツ系の家政婦と同棲していた。
1819年2月、マドリード郊外に「聾の家」と通称される別荘を購入した。1820年から1823年にかけて、この「聾の家」のサロンや食堂を飾るために描かれた14枚の壁画群が、今日「黒い絵」と通称されるものである。その後、1823年9月に「聾の家」を孫に与えた。
当時のスペインの自由主義者弾圧を避けて1824年5月、78歳の時にフランスに亡命し、ボルドーに居を構えた。同年6月から9月にかけてパリに滞在した。1826年5月から6月にかけてにマドリードに一時帰国し、宮廷画家の辞職を認められた後、1828年4月16日に亡命先のボルドーにおいて82年の波乱に満ちた生涯を閉じた。

### 死後
現在はマドリードのプリンシペ・ピオ駅にほど近いサン・アントーニオ・デ・ラ・フロリーダ礼拝堂、通称：ゴヤのパンテオン (Panteón de Goya) に眠っている。この聖堂の天井に描かれたフレスコ画、『聖アントニオの奇跡』もゴヤの作品である。なお、遺骸の頭蓋骨は失われている。亡命先の墓地に埋葬されている期間に盗掘に遭ったためだが、その犯人も目的も、その後の頭蓋骨の所在についても一切が不明のままである。
日本にあるゴヤの油彩画としては、東京富士美術館の『ブルボン＝ブラガンサ家の王子、ドン・セバスティアン・マリー・ガブリエル』、三重県立美術館の『アルベルト・フォラステールの肖像』が挙げられる。版画となるともう少し多くなり、国立西洋美術館、町田市立国際版画美術館、神奈川県立近代美術館、姫路市立美術館、長崎県美術館などが所蔵し、企画展などの際に展示される。また、大塚国際美術館では、「聾者の家」を当時そのままの配置で再現している。

## 『巨人』の作者について

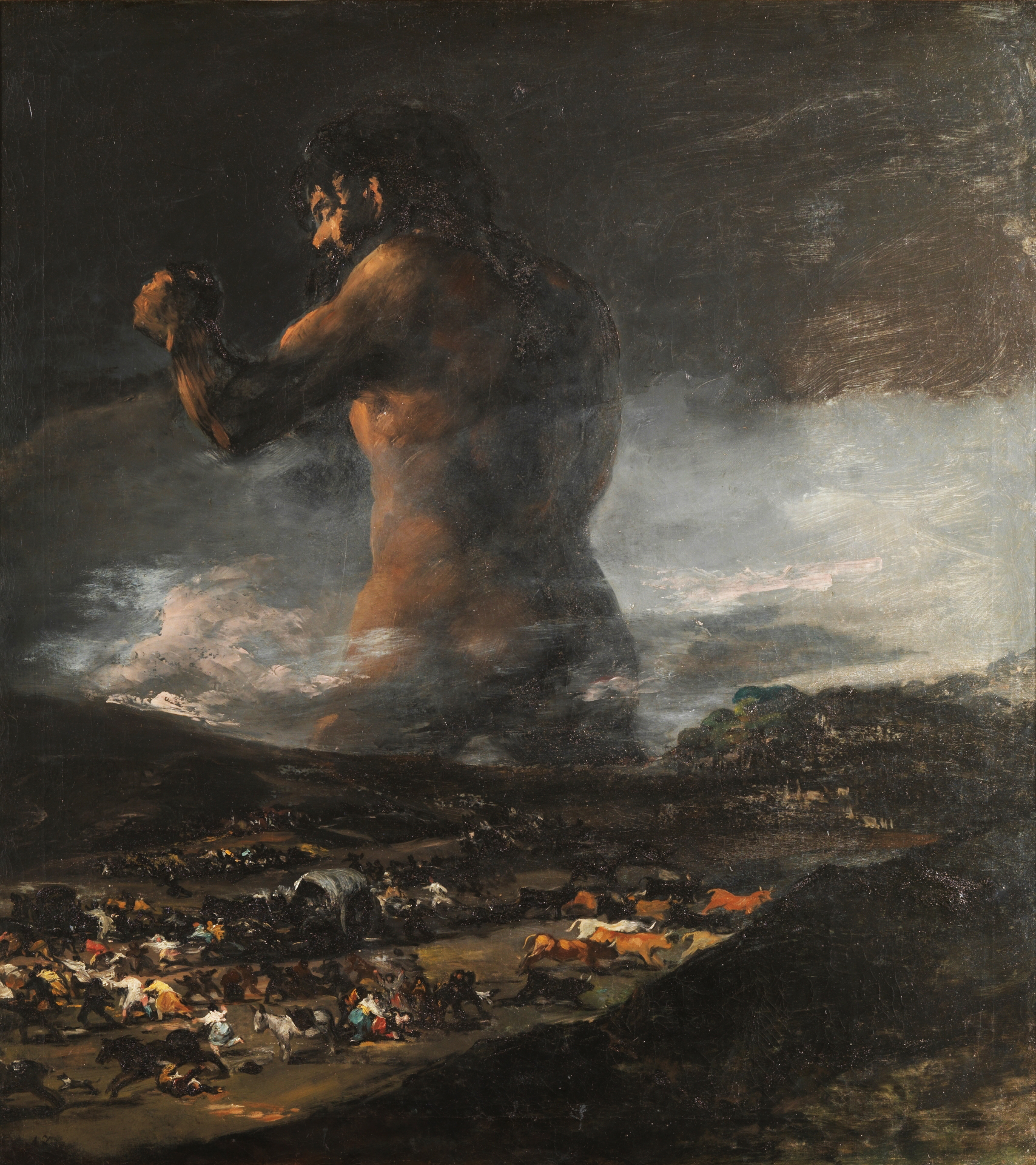
助手の作とされた『巨人』（プラド美術館蔵）

2009年1月、プラド美術館は、従来代表作とされていた『巨人』はゴヤの作ではないと結論する報告書を公表した。この作品は1931年に同美術館に寄贈されたもので、当時はゴヤについての研究が進展していなかったため、疑いなく真筆とされていた。しかし、ゴヤの作にしては、逃げまどう群衆や動物の筆致が粗い点などが指摘され、プラド美術館が様式、伝来等を総合的に検討した結果、本人ではなくその追随者の作であると結論付けられた。決め手の1つは画面左下に「AJ」というサインが発見されたことで、同じイニシャルを持つ弟子、アセンシオ・フリアが作者と見られている。もっとも、フリアは自身の作品にイニシャルではなくJuliaと記入しているため、これはフリアの作品ではないという反論もある。

## 代表作

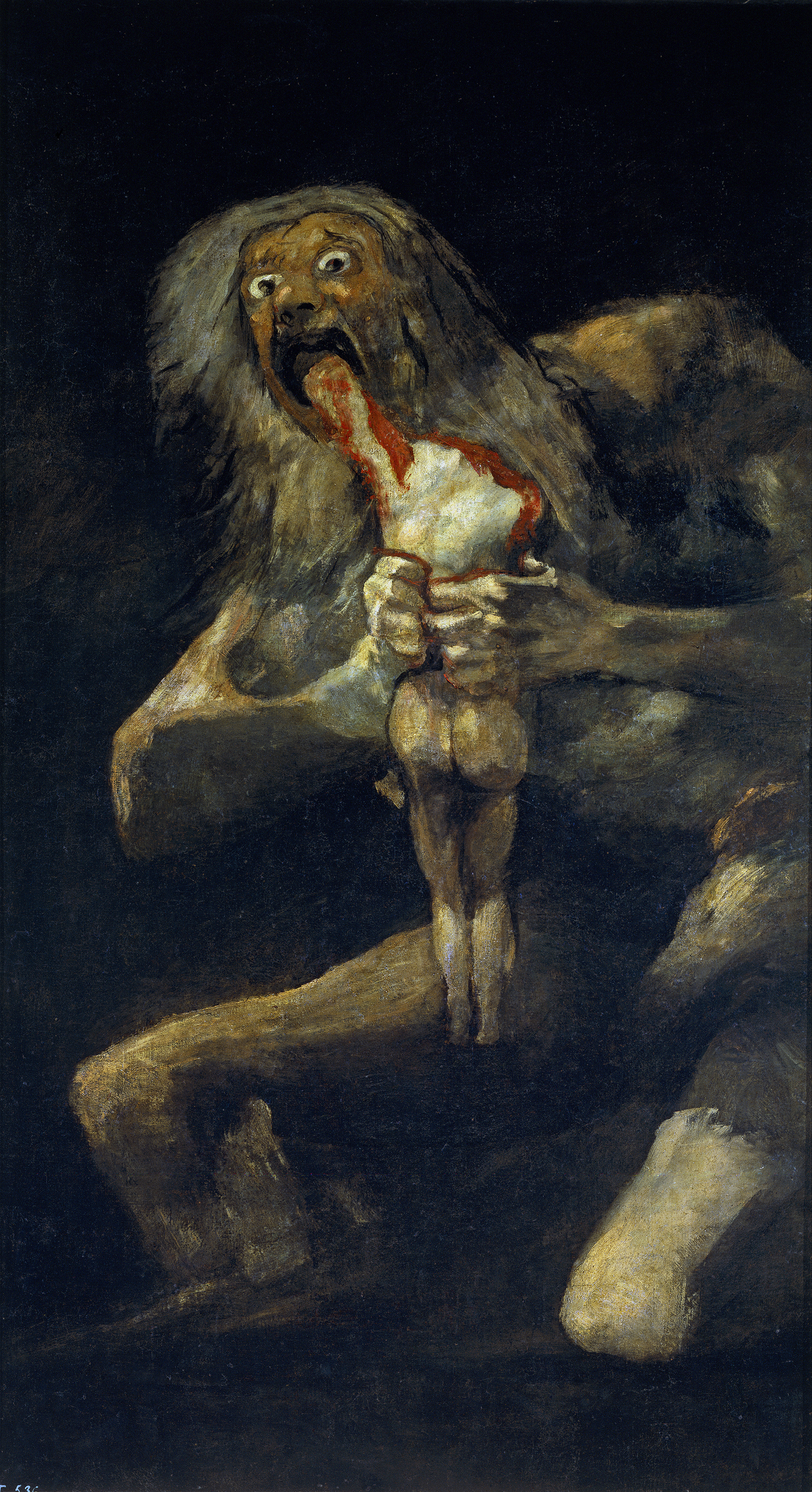
我が子を食らうサトゥルヌス 「黒い絵」の代表作
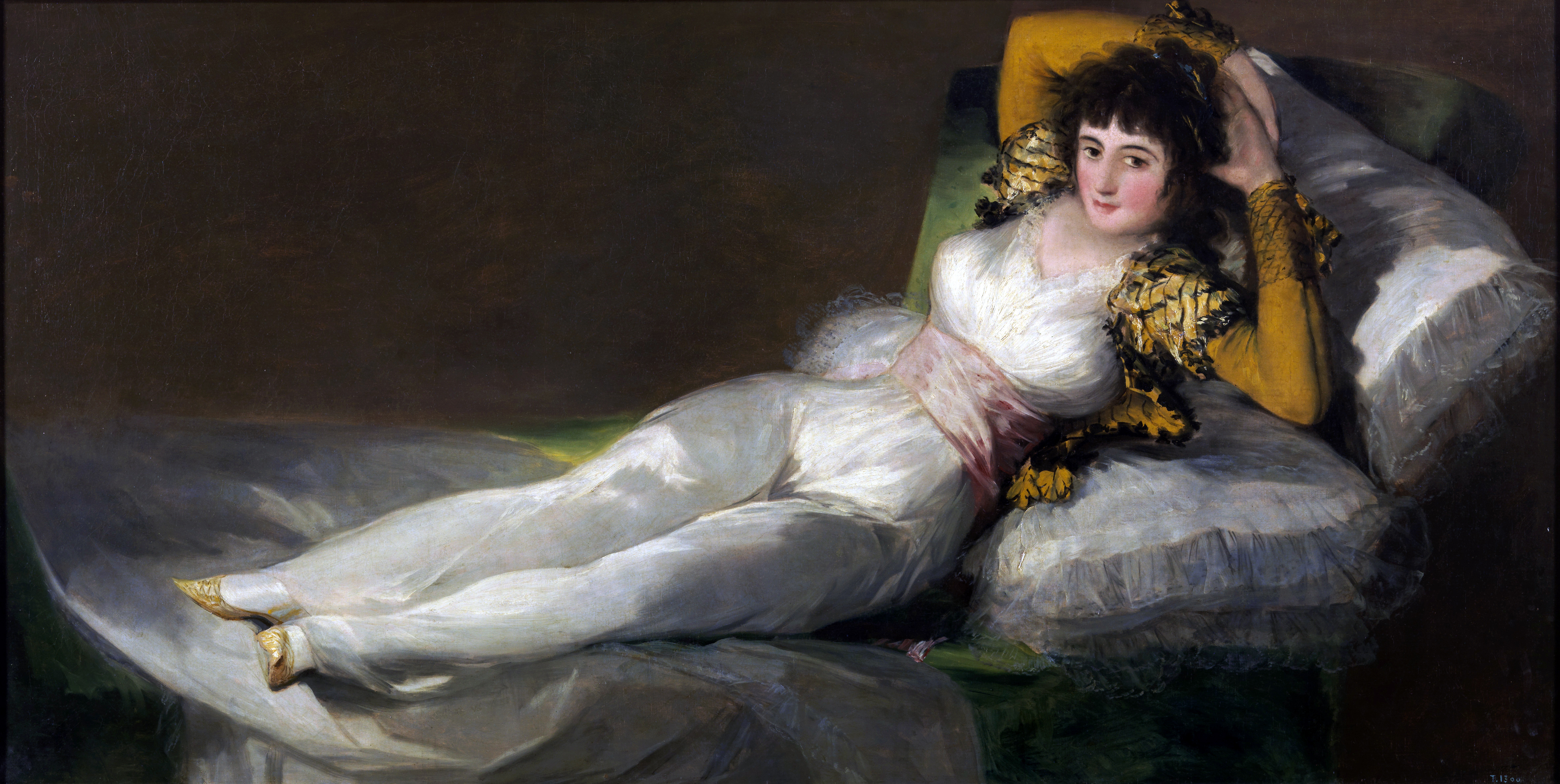
着衣のマハ（1797年-1803年頃、プラド美術館蔵）
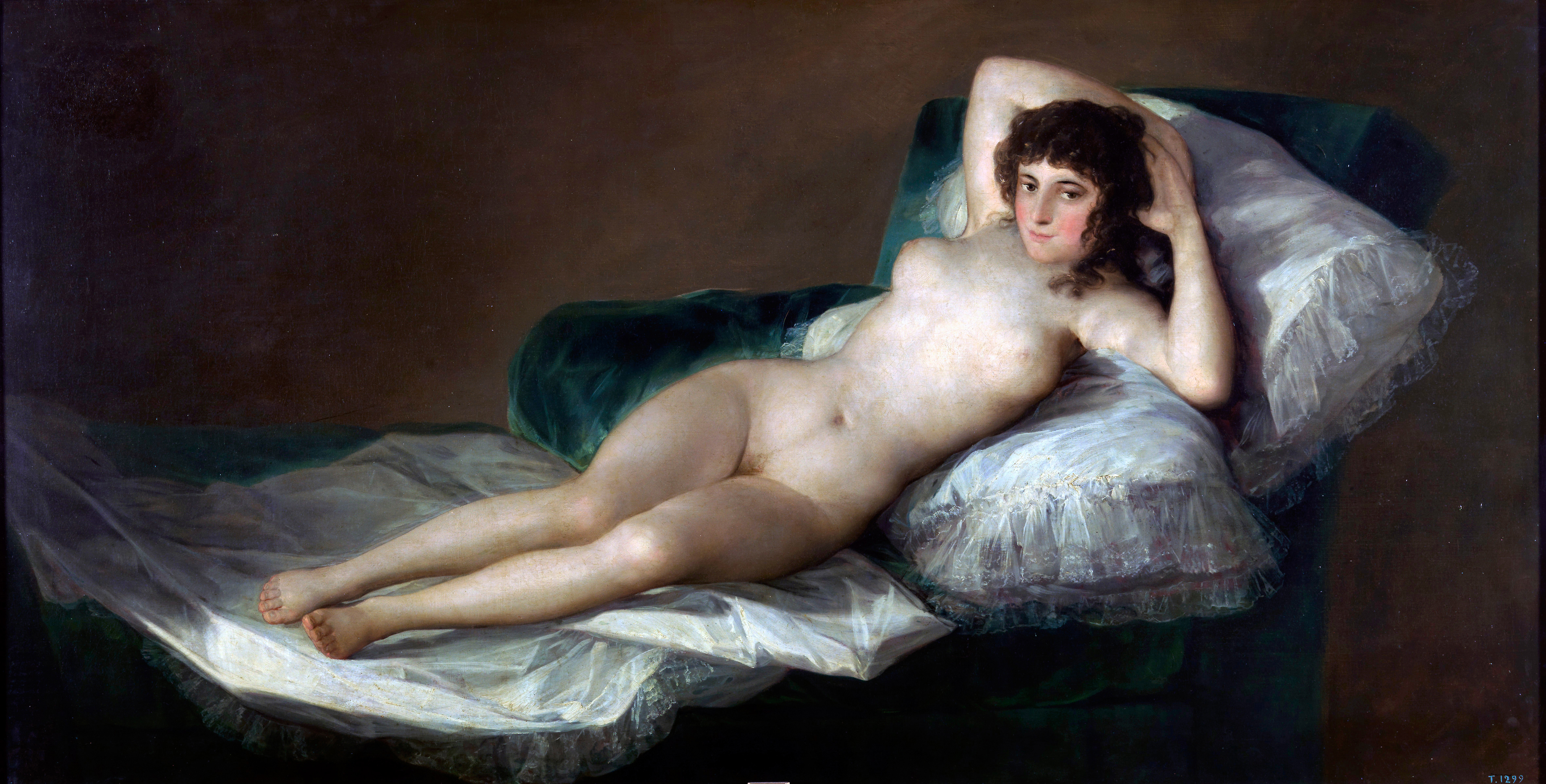
裸のマハ（1797年-1800年頃、プラド美術館蔵）

## 主な日本語文献
- 『ゴヤの手紙　画家の告白とドラマ』 大高保二郎・松原典子編訳、岩波書店、2007年　ISBN 978-4000228749
  - 新編『ゴヤの手紙』岩波文庫（上下）、2021年
- ピエール・ガッシェ編『ゴヤ全素描』2巻組　神吉敬三・大高保二郎訳、岩波書店、1980年 ISBN 9784000081078
- サラ・シモンズ『岩波世界の美術　ゴヤ』 大高保二郎・松原典子訳、岩波書店、2001年　ISBN 4-00-008924-2
- 大高保二郎編『西洋絵画の巨匠10　ゴヤ』 小学館、2006年　ISBN 978-4096751107
- エンリケタ・ハリス編『ゴヤ　アート・ライブラリー』 大高保二郎・横山由紀子訳、西村書店  1999年　ISBN 978-4890135684
- 大高保二郎・木下亮編『ゴヤが描いた女たち』 毎日新聞社、1996年　ISBN 978-4620605104
- 『ゴヤ－革命と動乱の画布　NHKプラド美術館5』 大高保二郎・雪山行二ほか、日本放送出版協会、1992年　ISBN 978-4140800171
- 大高保二郎・松原典子『もっと知りたい ゴヤ－生涯と作品』 東京美術〈アート・ビギナーズ・コレクション〉、2011年 ISBN 978-4-8087-0891-7
- J・バティクル『ゴヤ－スペインの栄光と悲劇』 高野優訳、創元社〈「知の再発見」双書〉、1991年　ISBN 978-4-422-21058-2
- サンチェス・カントン『ゴヤ論』 神吉敬三訳、美術出版社、1972年
- 堀田善衛『ゴヤ』全4巻、新潮社、1974-77年／集英社文庫、2010-11年
  1. 『スペイン・光と影』 ISBN 978-4-08-746638-6
  2. 『マドリード・砂漠と緑』 ISBN 978-4-08-746648-5
  3. 『巨人の影に』 ISBN 978-4-08-746658-4
  4. 『運命・黒い絵』 ISBN 978-4-08-746666-9

## 主な作品集
- 『視覚表現史に革命を起した天才ゴヤ版画集』全3巻 未知谷　※ゴヤの全版画集
  - 『ロス・カプリチョス』2016年　ISBN 978-4-89642-508-6
  - 『戦争の悲惨』2016年　ISBN　978-4-89642-509-3
  - 『ラ・タウロマキア（闘牛術）／ロス・ディスパラテス』2016年　ISBN 978-4-89642-510-9

## 関連作品
- 『裸のマヤ』 - イタリア・フランス・アメリカ合作の1958年の歴史映画。
- 『情熱の生涯 ゴヤ』 - ソ連・東ドイツ合作の1971年の伝記映画。
- 『ゴヤ』 - スペイン・イタリア合作の1999年の伝記映画。
- 『裸のマハ』 - スペイン・フランス合作の1999年の歴史サスペンス映画。
- 『宮廷画家ゴヤは見た』 - スペイン・アメリカ合作の2006年の映画。
- 『ゴイェスカス』 - エンリケ・グラナドスがゴヤの作品に触発されて作曲したピアノ曲およびオペラ。
- 『ゴヤ・マーダー（スペイン語版）』 - 2019年のスペイン映画。刑事ものミステリー。
- 『ゴヤの名画と優しい泥棒』 - 2020年のイギリス映画。実際の『ウェリントン公爵の肖像』盗難事件、裁判を元にした映画。事件に関連して、盗難中の翌年には『007は殺しの番号』にその肖像画を登場させている。